# Bram Cohen
Bram Cohen (1975) es un programador informático estadounidense, más conocido como el autor del protocolo peer-to-peer (P2P) BitTorrent, así como del primer programa que utilizara el protocolo, conocido como BitTorrent. También es el cofundador de CodeCon, coautor de Codeville, y organizador de la reunión P2P-hackers en el Área de la Bahía de San Francisco.

## Vida y carrera
Cohen creció en el Upper West Side de Manhattan, Nueva York, Nueva York. Aprendió el lenguaje de programación BASIC a los 5 años en el equipo Timex Sinclair de su familia. Cohen pasó el American Invitational Mathematics Examination para calificar para la United States of America Mathematical Olympiad (USAMO), mientras asistía a la escuela secundaria Stuyvesant High School en la ciudad de Nueva York, de donde se graduó en 1993, y asistió a la Universidad de Búfalo. Más tarde abandonó la universidad para trabajar para varias empresas punto com durante y a finales de 1990, la última siendo MojoNation junto a Jim McCoy.
MojoNation permite a la gente romper archivos confidenciales cifrados y distribuir las piezas en los equipos donde también se ejecuta el software. Si alguien quisiera descargar una copia de este archivo cifrado, tendría que descargarlo simultáneamente de muchos equipos. Cohen pensó que este concepto era perfecto para un programa de compartición de archivos, ya que programas como KaZaA toman mucho tiempo para descargar un archivo de gran tamaño debido a que el fichero procede (generalmente) de una fuente (o "peer"). Cohen diseñó BitTorrent para poder descargar archivos desde diversas fuentes, acelerando el tiempo de descarga, especialmente para los usuarios con velocidades de descarga más rápidas que de carga. Así, mientras más popular sea un archivo, más rápido un usuario podrá descargarlo, ya que mucha gente lo estará descargando al mismo tiempo, y estas personas también cargaran los datos a otros usuarios.
Cohen sostiene que tiene el Síndrome de Asperger basado en un autodiagnóstico.

## BitTorrent
En abril de 2001, Cohen dejó MojoNation y comenzó a trabajar en BitTorrent. Cohen presentó sus nuevas ideas en la conferencia de CodeCon, mismas que él y su compañero de habitación Len Sassaman crearon como evento de exhibición para proyectos de nueva tecnología debido a la desilusión por el estado de anteriores conferencias de tecnología. CodeCon sigue siendo un evento para aquellos que buscan información acerca de nuevas direcciones en el software, aunque BitTorrent sigue siendo conocido con el título de la "presentación más famosa".
Cohen escribió la primera aplicación cliente de BitTorrent en Python, desde entonces varios programas han puesto en práctica el protocolo.
En el verano de 2002, Cohen recolectó pornografía gratis para atraer a que probaran la versión beta. BitTorrent ganó fama por su habilidad para compartir rápidamente archivos grandes de música y películas en línea. Cohen ha afirmado que nunca ha violado el derecho de autor utilizando su software. En cualquier caso, es franco en su creencia de que el negocio actual de los medios de comunicación estaba condenado a pasar de moda a pesar de las tácticas jurídicas o técnicas de la RIAA y de la MPAA, como en la gestión de derechos digitales. En mayo de 2005, Cohen lanzó una versión trackerless beta de BitTorrent.
A finales de 2003, Cohen tuvo una corta carrera en Valve Software para trabajar en Steam, el sistema de distribución digital introducido para Half-Life 2.
En 2004, había dejado Valve Software y formó BitTorrent, Inc. con su hermano Ross Cohen y socio de negocios Ashwin Navin.

## BitTorrent y la MPAA
Para mediados de 2005, BitTorrent, Inc. fue financiado por David Chao de Doll Capital Management y, a finales del 2005 Cohen y Navin hicieron un acuerdo con la MPAA para eliminar los enlaces a los contenidos ilícitos en la página web oficial de BitTorrent. El acuerdo fue con los siete grandes estudios en Estados Unidos. El acuerdo significa que el sitio cumplirá con los procedimientos descritos en la Digital Millennium Copyright Act.